# Milan Associazione Calcio 1980-1981
Questa voce raccoglie le informazioni riguardanti il Milan Associazione Calcio nelle competizioni ufficiali della stagione 1980-1981.

## Stagione

La festa negli spogliatoi di San Siro al termine di Milan-Monza (1-0) del 14 giugno 1981, successo che diede ai rossoneri la certezza dell'immediato ritorno in Serie A.

A causa dell'inibizione del presidente Felice Colombo in seguito alle sentenze emesse per lo scandalo del Totonero, il ruolo di massimo dirigente viene assunto dal politico Gaetano Morazzoni, raccomandato da Gianni Rivera e dallo stesso Colombo (rimasto in società come azionista di maggioranza). A livello tecnico la squadra, retrocessa in Serie B, conduce una campagna acquisti che vede la conferma di quasi tutto l'organico vincitore del decimo scudetto, con in più il portiere dell'Avellino Ottorino Piotti, il difensore della Lazio Mauro Tassotti e il centrocampista del Modena Stefano Cuoghi; le uniche cessioni di rilievo sono quelle alla Lazio di Alberto Bigon e Stefano Chiodi mentre Fabio Capello si ritira dal calcio giocato ed Enrico Albertosi è indisponibile per la squalifica di 2 anni inflittagli per le vicende legate al Totonero. Dalla Primavera passano in prima squadra Sergio Battistini, Alberico Evani e Andrea Icardi. Il capitano è Aldo Maldera.
La stagione agonistica si apre con l'eliminazione al primo turno di Coppa Italia, dove il Milan chiude il girone 2 al quarto e penultimo posto con 3 punti frutto del pareggio per 1-1 nella prima giornata con l'Avellino (che si qualificherà per i quarti di finale per migliore differenza reti) e della vittoria per 1-0 nella seconda contro il Catania. Nelle successive due partite i rossoneri perdono in entrambi i casi per 0-1 contro Palermo e Inter.
In campionato il Milan ottiene immediatamente la promozione in massima serie, assicurandosi l'obiettivo con una giornata di anticipo grazie alla vittoria casalinga contro il Monza. Dopo la conquista della promozione i dissensi al vertice dovuti agli strascichi dello scandalo del Totonero sfociano nelle dimissioni, sollecitate dalla società, dell'allenatore Massimo Giacomini, in rotta con gran parte della dirigenza. Per l'ultima giornata di campionato siede sulla panchina del Milan l'allenatore della Primavera Italo Galbiati; la squadra perde la partita contro il Pescara ma chiude comunque la competizione al primo posto a quota 50 punti, 2 in più di Genoa e Cesena, anch'esse promosse in Serie A. In campionato il Milan colleziona 18 vittorie, 14 pareggi, 6 sconfitte, 49 gol fatti, 29 gol subiti e perde sei partite: due in casa contro Sampdoria e Pisa (entrambe per 0-1), quattro in trasferta contro Foggia (1-0), Pescara (1-0), Palermo (3-1) e Taranto (3-0). La sconfitta subita a Taranto è la prima del Milan nella serie cadetta, il 7 dicembre 1980. I rossoneri battono poi gli ionici (che al termine della stagione retrocederanno in C1) per 4-0 nella partita di ritorno a Milano.

## Divise

Johan Cruijff nella sua unica presenza (non ufficiale) in rossonero, nel Mundialito per club 1981, con la divisa milanista dell'annata.

Lo sponsor tecnico per la stagione 1980-1981 è Linea Milan. La divisa è una maglia a strisce verticali della stessa dimensione, rosse e nere, con pantaloncini bianchi e calzettoni neri con risvolto rosso. La divisa di riserva è una maglia bianca con spalle e colletto rossi e neri, pantaloncini bianchi e calzettoni bianchi con risvolto rosso.
| Casa | Trasferta | Portiere |

## Organigramma societario
Area direttiva
- Presidente: Gaetano Morazzoni
- Vice presidente: Angelo Colombo, Felice Colombo, Renato Pigliasco, Gianni Rivera

Area tecnica
- Direttore sportivo: Alessandro Vitali
- Allenatore: Massimo Giacomini (fino a giugno 1981), Italo Galbiati (da giugno 1981)
- Allenatore in seconda: Giuliano Zoratti
- Preparatore atletico: Aristide Facchini

Area sanitaria
- Medico sociale: Giovanni Battista Monti
- Massaggiatori: Paolo Mariconti, Ruggero Ribolzi

## Rosa
| N. |                   | Ruolo | Calciatore               |
| -- | ----------------- | ----- | ------------------------ |
|    | Italia (bandiera) | P     | Roberto Incontri         |
|    | Italia (bandiera) | P     | Ottorino Piotti          |
|    | Italia (bandiera) | P     | Antonio Vettore          |
|    | Italia (bandiera) | D     | Franco Baresi            |
|    | Italia (bandiera) | D     | Aldo Bet (vice capitano) |
|    | Italia (bandiera) | D     | Fulvio Collovati         |
|    | Italia (bandiera) | D     | Andrea Icardi            |
|    | Italia (bandiera) | D     | Aldo Maldera (capitano)  |
|    | Italia (bandiera) | D     | Alberto Minoia           |
|    | Italia (bandiera) | D     | Mauro Tassotti           |
|    | Italia (bandiera) | C     | Sergio Battistini        |
|    | Italia (bandiera) | C     | Marco Bolis              |

| N. |                   | Ruolo | Calciatore         |
| -- | ----------------- | ----- | ------------------ |
|    | Italia (bandiera) | C     | Ruben Buriani      |
|    | Italia (bandiera) | C     | Gabriello Carotti  |
|    | Italia (bandiera) | C     | Stefano Cuoghi     |
|    | Italia (bandiera) | C     | Walter De Vecchi   |
|    | Italia (bandiera) | C     | Alberico Evani     |
|    | Italia (bandiera) | C     | Cesare Maestroni   |
|    | Italia (bandiera) | C     | Emilio Monzani     |
|    | Italia (bandiera) | C     | Walter Novellino   |
|    | Italia (bandiera) | C     | Francesco Romano   |
|    | Italia (bandiera) | A     | Roberto Antonelli  |
|    | Italia (bandiera) | A     | Giuseppe Galluzzo  |
|    | Italia (bandiera) | A     | Francesco Vincenzi |

## Calciomercato

### Sessione estiva
| Acquisti | Acquisti           | Acquisti | Acquisti      |
| R.       | Nome               | da       | Modalità      |
| -------- | ------------------ | -------- | ------------- |
| P        | Roberto Incontri   | Livorno  | fine prestito |
| P        | Ottorino Piotti    | Avellino | definitivo    |
| P        | Antonio Vettore    | Forlì    | definitivo    |
| D        | Mauro Tassotti     | Lazio    | definitivo    |
| C        | Stefano Cuoghi     | Modena   | definitivo    |
| C        | Cesare Maestroni   | Modena   | definitivo    |
| A        | Francesco Vincenzi | Monza    | definitivo    |

| Cessioni | Cessioni             | Cessioni   | Cessioni      |
| R.       | Nome                 | a          | Modalità      |
| -------- | -------------------- | ---------- | ------------- |
| P        | Francesco Navazzotti | Reggina    | definitivo    |
| P        | Antonio Rigamonti    | Varese     | definitivo    |
| C        | Alberto Bigon        | Lazio      | definitivo    |
| C        | Fabio Capello        | -          | fine carriera |
| C        | Giorgio Morini       | Pro Patria | definitivo    |
| A        | Stefano Chiodi       | Lazio      | definitivo    |
| A        | Roberto Mandressi    | Como       | prestito      |

## Risultati

### Serie B

#### Girone di andata
| Arbitro: | Milan (Treviso) |

|               |           |  |
| De Vecchi 66’ | Marcatori |  |

| Varese 21 settembre 1980 2ª giornata | Varese          | 0 – 0 | Milan | Stadio Franco Ossola (18 000 spett.)\| Arbitro: \| Magni (Bergamo) \| |
| Arbitro:                             | Magni (Bergamo) |       |       |                                                                       |

| Arbitro: | Michelotti (Parma) |

|                           |           |  |
| Vincenzi 5’ Antonelli 46’ | Marcatori |  |

| Arbitro: | Menegali (Roma) |

|                               |           |                                   |
| Baresi 37’ (aut.) Bonesso 86’ | Marcatori | 68’ Antonelli 88’ (aut.) Ciampoli |

| Arbitro: | Pairetto (Nichelino) |

|                   |           |                     |
| Vincenzi 20’, 72’ | Marcatori | 22’ (rig.) Guidolin |

| Arbitro: | Bianciardi (Siena) |

|                             |           |  |
| Antonelli 48’ De Vecchi 75’ | Marcatori |  |

| Genova 26 ottobre 1980 7ª giornata | Sampdoria        | 0 – 0 | Milan | Stadio Luigi Ferraris (42 921 spett.)\| Arbitro: \| D'Elia (Salerno) \| |
| Arbitro:                           | D'Elia (Salerno) |       |       |                                                                         |

| Milano 2 novembre 1980 8ª giornata | Milan             | 0 – 0 | Palermo | Stadio Giuseppe Meazza (30 052 spett.)\| Arbitro: \| Mattei (Macerata) \| |
| Arbitro:                           | Mattei (Macerata) |       |         |                                                                           |

| Arbitro: | Ballerini (La Spezia) |

|             |           |                                            |
| Messina 72’ | Marcatori | 30’ Cuoghi 56’ (rig.) Buriani 75’ Vincenzi |

| Arbitro: | Barbaresco (Cormons) |

|                           |           |          |
| Novellino 33’ Carotti 86’ | Marcatori | 20’ Grop |

| Arbitro: | Terpin (Trieste) |

|                    |           |             |
| Buriani 12’ (rig.) | Marcatori | 40’ Tivelli |

| Arbitro: | Patrussi (Ravenna) |

|           |           |                      |
| Zanini 4’ | Marcatori | 45’ (rig.) Antonelli |

| Arbitro: | Prati (Parma) |

|                            |           |  |
| Mutti 44’, 85’ Cassano 81’ | Marcatori |  |

| Arbitro: | Angelelli (Terni) |

|              |           |             |
| Antonelli 9’ | Marcatori | 80’ Garlini |

| Arbitro: | Pieri (Genova) |

|  |           |               |
|  | Marcatori | 37’ Antonelli |

| Arbitro: | D'Elia (Salerno) |

|  |           |                    |
|  | Marcatori | 51’, 56’ Antonelli |

| Arbitro: | Lo Bello (Siracusa) |

|                                            |           |            |
| Buriani 16’ (rig.) Cuoghi 75’ Vincenzi 80’ | Marcatori | 63’ Traini |

| Arbitro: | Altobelli (Roma) |

|             |           |                              |
| Monelli 50’ | Marcatori | 25’ Antonelli 30’ Battistini |

| Milano 25 gennaio 1981 19ª giornata | Milan             | 0 – 0 | Pescara | Stadio Giuseppe Meazza (29 340 spett.)\| Arbitro: \| Pirandola (Lecce) \| |
| Arbitro:                            | Pirandola (Lecce) |       |         |                                                                           |

#### Girone di ritorno
| Arbitro: | Vitali (Bologna) |

|                |           |             |
| Canestrari 55’ | Marcatori | 36’ Maldera |

| Arbitro: | Magni (Bergamo) |

|                      |           |  |
| Cerantola 74’ (aut.) | Marcatori |  |

| Genova 22 febbraio 1981 22ª giornata | Genoa           | 0 – 0 | Milan | Stadio Luigi Ferraris (31 891 spett.)\| Arbitro: \| Facchin (Udine) \| |
| Arbitro:                             | Facchin (Udine) |       |       |                                                                        |

| Arbitro: | Milan (Treviso) |

|                                                   |           |          |
| Buriani 8’ (rig.), 26’ Maldera 42’ Battistini 87’ | Marcatori | 65’ Piga |

| Arbitro: | Pairetto (Nichelino) |

|              |           |                |
| Tricella 11’ | Marcatori | 88’ Battistini |

| Arbitro: | Ciulli (Roma) |

|                          |           |                                |
| Re 6’ Improta 30’ (rig.) | Marcatori | 4’, 75’ Vincenzi 89’ Antonelli |

| Arbitro: | Barbaresco (Cormons) |

|  |           |             |
|  | Marcatori | 62’ Chiorri |

| Arbitro: | Angelelli (Terni) |

|                             |           |                    |
| Calloni 5’, 22’ (rig.), 38’ | Marcatori | 33’ (rig.) Buriani |

| Arbitro: | Altobelli (Roma) |

|             |           |  |
| Maldera 77’ | Marcatori |  |

| Arbitro: | Lops (Torino) |

|                 |           |                    |
| Tagliaferri 20’ | Marcatori | 17’, 69’ Antonelli |

| Arbitro: | Falzier (Treviso) |

|                    |           |  |
| Tivelli 53’ (rig.) | Marcatori |  |

| Arbitro: | Lanese (Messina) |

|                              |           |  |
| Collovati 31’ Battistini 70’ | Marcatori |  |

| Arbitro: | Vitali (Bologna) |

|                                                     |           |  |
| Antonelli 22’, 52’ (rig.) Cuoghi 49’ Battistini 61’ | Marcatori |  |

| Cesena 17 maggio 1981 33ª giornata | Cesena              | 0 – 0 | Milan | Stadio La Fiorita (28 602 spett.)\| Arbitro: \| Menicucci (Firenze) \| |
| Arbitro:                           | Menicucci (Firenze) |       |       |                                                                        |

| Arbitro: | Lanese (Messina) |

|  |           |              |
|  | Marcatori | 22’ Chierico |

| Arbitro: | Agnolin (Bassano del Grappa) |

|               |           |           |
| Novellino 16’ | Marcatori | 68’ Bigon |

| Arbitro: | Pieri (Genova) |

|                          |           |                             |
| Saltutti 18’ Baldoni 59’ | Marcatori | 20’ Antonelli 73’ Collovati |

| Arbitro: | Parussini (Udine) |

|               |           |  |
| Novellino 25’ | Marcatori |  |

| Arbitro: | Tuveri (Cagliari) |

|           |           |  |
| Silva 12’ | Marcatori |  |

### Coppa Italia

#### Primo turno
| Arbitro: | Menegali (Roma) |

|                 |           |            |
| Criscimanni 11’ | Marcatori | 48’ Baresi |

| Arbitro: | Tani (Livorno) |

|                     |           |  |
| Chiavaro 25’ (aut.) | Marcatori |  |

| Arbitro: | Benedetti (Roma) |

|             |           |  |
| Calloni 65’ | Marcatori |  |

| Arbitro: | Lattanzi (Roma) |

|  |           |               |
|  | Marcatori | 66’ Altobelli |

## Statistiche

### Statistiche di squadra
| Competizione | Punti | In casa | In casa | In casa | In casa | In casa | In casa | In trasferta | In trasferta | In trasferta | In trasferta | In trasferta | In trasferta | Totale | Totale | Totale | Totale | Totale | Totale | DR  |
| Competizione | Punti | G       | V       | N       | P       | Gf      | Gs      | G            | V            | N            | P            | Gf           | Gs           | G      | V      | N      | P      | Gf     | Gs     | DR  |
| ------------ | ----- | ------- | ------- | ------- | ------- | ------- | ------- | ------------ | ------------ | ------------ | ------------ | ------------ | ------------ | ------ | ------ | ------ | ------ | ------ | ------ | --- |
| Serie B      | 50    | 19      | 12      | 5       | 2       | 28      | 9       | 19           | 6            | 9            | 4            | 21           | 20           | 38     | 18     | 14     | 6      | 49     | 29     | +20 |
| Coppa Italia | -     | 2       | 1       | 0       | 1       | 1       | 1       | 2            | 0            | 1            | 1            | 1            | 2            | 4      | 1      | 1      | 2      | 2      | 3      | -1  |
| Totale       | -     | 21      | 13      | 5       | 3       | 29      | 10      | 21           | 6            | 10           | 5            | 22           | 22           | 42     | 19     | 15     | 8      | 51     | 32     | +19 |

### Statistiche dei giocatori
Fonte: 
| Giocatore     | Serie B  | Serie B | Serie B     | Serie B    | Coppa Italia | Coppa Italia | Coppa Italia | Coppa Italia | Totale   | Totale | Totale      | Totale     |
| Giocatore     | Presenze | Reti    | Ammonizioni | Espulsioni | Presenze     | Reti         | Ammonizioni  | Espulsioni   | Presenze | Reti   | Ammonizioni | Espulsioni |
| ------------- | -------- | ------- | ----------- | ---------- | ------------ | ------------ | ------------ | ------------ | -------- | ------ | ----------- | ---------- |
| R. Antonelli  | 32       | 15      | ?           | ?          | 3            | 0            | ?            | ?            | 35       | 15     | ?           | ?          |
| F. Baresi     | 31       | 0       | ?           | ?          | 4            | 1            | ?            | ?            | 35       | 1      | ?           | ?          |
| S. Battistini | 37       | 5       | ?           | ?          | 3            | 0            | ?            | ?            | 40       | 5      | ?           | ?          |
| A. Bet        | 5        | 0       | ?           | ?          | 0            | 0            | 0            | 0            | 5        | 0      | 0+          | 0+         |
| M. Bolis      | 2        | 0       | ?           | ?          | 0            | 0            | 0            | 0            | 2        | 0      | 0+          | 0+         |
| R. Buriani    | 38       | 6       | ?           | ?          | 4            | 0            | ?            | ?            | 42       | 6      | ?           | ?          |
| G. Carotti    | 17       | 1       | ?           | ?          | 4            | 0            | ?            | ?            | 21       | 1      | ?           | ?          |
| F. Collovati  | 36       | 2       | ?           | ?          | 3            | 0            | ?            | ?            | 39       | 2      | ?           | ?          |
| S. Cuoghi     | 27       | 3       | ?           | ?          | 0            | 0            | 0            | 0            | 27       | 3      | 0+          | 0+         |
| W. De Vecchi  | 36       | 2       | ?           | ?          | 3            | 0            | ?            | ?            | 39       | 2      | ?           | ?          |
| A. Evani      | 1        | 0       | ?           | ?          | 0            | 0            | 0            | 0            | 1        | 0      | 0+          | 0+         |
| G. Galluzzo   | 9        | 0       | ?           | ?          | 2            | 0            | ?            | ?            | 11       | 0      | ?           | ?          |
| A. Icardi     | 5        | 0       | ?           | ?          | 0            | 0            | 0            | 0            | 5        | 0      | 0+          | 0+         |
| R. Incontri   | 0        | 0       | 0           | 0          | 1            | -1           | ?            | ?            | 1        | -1     | 0+          | 0+         |
| C. Maestroni  | 0        | 0       | 0           | 0          | 0            | 0            | 0            | 0            | 0        | 0      | 0           | 0          |
| A. Maldera    | 27       | 3       | ?           | ?          | 4            | 0            | ?            | ?            | 31       | 3      | ?           | ?          |
| A. Minoia     | 22       | 0       | ?           | ?          | 2            | 0            | ?            | ?            | 24       | 0      | ?           | ?          |
| E. Monzani    | 3        | 0       | ?           | ?          | 1            | 0            | ?            | ?            | 4        | 0      | ?           | ?          |
| W. Novellino  | 36       | 3       | ?           | ?          | 4            | 0            | ?            | ?            | 40       | 3      | ?           | ?          |
| O. Piotti     | 37       | -26     | ?           | 1          | 3            | -2           | ?            | ?            | 40       | -28    | ?           | 1+         |
| F. Romano     | 19       | 0       | ?           | ?          | 4            | 0            | ?            | ?            | 23       | 0      | ?           | ?          |
| M. Tassotti   | 33       | 0       | ?           | ?          | 3            | 0            | ?            | ?            | 36       | 0      | ?           | ?          |
| A. Vettore    | 2        | -3      | ?           | ?          | 0            | -0           | 0            | 0            | 2        | -3     | 0+          | 0+         |
| F. Vincenzi   | 25       | 7       | ?           | ?          | 3            | 0            | ?            | ?            | 28       | 7      | ?           | ?          |